# Patricia Rex
Tuagatagaloa Patricia Rex – Lady Rex QSO, geb. Tuagatagaloa Patricia Vatolo (geb. im 20. Jahrhundert; gest. 22. Januar 2004) war eine Politikerin in Niue.

## Leben
Tuagatagaloa Patricia Vatolo wurde während der Periode der Kolonialadministration der Insel Niue durch Neuseeland geboren. Sie heiratete 1941 Robert Rex, einen Kolonialbeamten. Ihre Mutter war eine Eingeborene, ihr Vater hatte europäische Vorfahren. Das Paar hat vier Kinder. Während ihr Mann in die Politik ging und im Zuge der fortschreitenden politischen Stärkung des Territoriums Mitglied des Niue Island Council und dann der Niue Island Assembly war, gründete Patricia Rex 1952 ihr eigenes Unternehmen.
Robert Rex wurde 1966 zum Leiter der Regierung gewählt. 1972 erlangte das Land politische Autonomie, 1974 dann die faktische Unabhängigkeit mit dem Status einer „freien Assoziierung mit Neuseeland“. Anschließend wurde er der erste Premier von Niue. Bei den Parlamentswahlen 1975 waren vier Mitglieder der Rex-Familie Kandidaten: Patricia Rex kandidierte für die landesweite Abstimmung, ebenso wie ihr Sohn Robert Rex Junior und ihr Schwager Leslie Rex, während ihr Ehemann selbst in seinem Wahlkreis Alofi-Süd antrat. Das Ehepaar Rex wurden beide gewählt, die beiden anderen Kandidaten aus ihrer Familie wurden nicht gewählt. Damit war Patricia Rex neben Lapati Paka eine der ersten Frauen, die in die Legislative gewählt wurden.
Ihr Sohn Robert Junior schloss sich ihnen bei den Wahlen 1978 im Parlament von Niue an, und Robert Rex, immer noch Premierminister, ernannte ihn zum Minister für Gesundheit, Jugend und Sport. Robert Rex wurde bis zu seinem Tod im Jahr 2010 immer wieder als Premierminister gewählt, während Patricia Rex schließlich ihren Sitz als Stellvertreterin bei den Wahlen von 1993 verlor. Dafür wurde Robert Junior knapp als Stellvertreter gewählt wurde und ein weiteres ihrer Kinder, John Rex, trat im Wahlkreis Alofi-Süd an, erlitt jedoch dort eine Niederlage.
Lady Patricia Rex wurde 1991 von Königin Elisabeth II. von Neuseeland zum Companion des Queen’s Service Order ernannt und starb am 22. Januar 2004.